# Санта Марија Когинас
Санта Марија Когинас (итал. Santa Maria Coghinas) је насеље у Италији у округу Сасари, региону Сардинија.
Према процени из 2011. у насељу је живело 1244 становника. Насеље се налази на надморској висини од 11 м.

## Становништво
Према резултатима пописа становништва 2011. у општини је живело 1.430 становника.
| 1931. | 1936. | 1951. | 1961. | 1971. | 1981. | 1991. | 2001. | 2011. |
| ----- | ----- | ----- | ----- | ----- | ----- | ----- | ----- | ----- |
| 571   | 850   | 888   | 1.596 | 1.465 | 1.459 | 1.466 | 1.439 | 1.430 |